# Surmyrbergets naturreservat
Surmyrbergets naturreservat är ett naturreservat i Vännäs kommun i Västerbottens län.
Området är naturskyddat sedan 2023 och är 63 hektar stort. Reservatet ligger nordväst om Vännäs, omfattar södra delen av Surmyrberget och består av granskog med mer tall mot toppen och med inslag av lövträd.